# Kobane
Kobane (kurdisk: Kobanî; , Ain al-Arab) er en kurdisk by i det nordlige Syrien tæt ved grænsen til Tyrkiet.
Byen havde 44.821 indbyggere ved folketælling i 2004, i juli 2015 husede byen mere end 80.000 civile.

## Belejringen af Kobane
Belejringen af Kobane blev iværksat af Islamisk Stat den 13. september 2014, i håb om at overtage byen. Efter måneders kampe, generobrede den kurdiske forsvars organisation YPG byen den 27. januar 2015. Efterfølgende drev kurderne Islamisk Stat yderligere 25 km fra byen, senest den 2. februar 2015.